# نيكلاس سوندستروم
لارس نيكلاس سوندستروم (من مواليد 6 يونيو 1975) هو لاعب هوكي جليد سويدي محترف سابق بدأ مسيرته المهنية في فريق مودو هوكي. اختير في المركز الثامن في مسودة دخول الدوري الوطني للهوكي لعام 1993 من قبل فريق نيويورك رينجرز. لعب سوندستروم أيضًا إلى جانب واين جريتزكي. لم يكن معروفًا بقدرته على تسجيل الأهداف، بل كان مشهورًا بأدائه الدفاعي. انتقل إلى فريق سان خوسيه شاركس في عام 1999، وانتقل إلى فريق مونتريال كندينز في عام 2003. لعب سوندستروم كمهاجم وكان متخصصًا في الأدوار الدفاعية. عندما كان لاعبًا ناشئًا، شكّل خط هجوم في مودو مع نجوم دوري الهوكي الوطني المستقبليين بيتر فورسبرغ وماركوس نيسلوند. ارتدى القميص رقم 24 مع سان خوسيه شاركس ونيويورك رينجرز، لكنه ارتدى الرقم 37 مع مونتريال كندينز. بعد 11 موسمًا في الدوري الوطني للهوكي، عاد للعب في السويد في بداية موسم 2006-2007، وقاد فريق مودو لتحقيق لقب مفاجئ خلال موسمه الأول، حيث سجل عدة أهداف حاسمة في الأدوار الإقصائية. شكّل شراكة فعالة مع النرويجي بير سكرويدر، مما ساعد سكرويدر على الفوز بلقب هداف الدوري في عام 2009. وعلى الرغم من ذلك، فشل فريق مودو في التأهل للأدوار الإقصائية في ذلك العام، على الرغم من أن سوندستروم حقق أفضل تصنيف في الدوري بأكمله. في 3 ديسمبر 2013، أعلن سوندستروم رسميًا اعتزاله.